# スクレイピー
スクレイピー（英：scrapie）は、ヒツジやヤギ類の神経系を冒す、致死性の高い変性疾患である。この病気は伝達性海綿状脳症（TSE）の一つで、TSEの中には牛海綿状脳症（BSE）・慢性消耗病（CWD。野生鹿の一部に発症していた事が米国ケンタッキー大学により確認されている）が含まれる。他のTSE同様、スクレイピーはプリオンが原因と信じられている。スクレイピーは18世紀（1732年）から知られており、ヒトには伝染しないと考えられている。

## 症状
スクレイピーという病名は、発病した動物がその毛を岩や樹木、塀などにこすりつけるような動作をする症状に由来している。この症状は患畜が抑えられないかゆみを感ずる事を意味している。その他の症状は、舌打ちをするような動作、不確かな足どり、急激な衰弱などである。

## 検査
スクレイピーの検査は、動物のハーダー腺（Harder gland、第三眼瞼）から少量のリンパ組織を採取して行うことができる。ウェスタンブロット法による構成タンパク質の検出、抗プリオンタンパク質抗体を用いた免疫組織染色、ELISAが用いられる。

## 処置
スクレイピーは、同種動物内では伝染（伝達）性がある。先述のとおり致死性の病気であるうえ、有効な治療法が見つかっていないため、この症状が見られた動物は、ただちに隔離して殺処分を行っている。しかし、スクレイピーは動物群の中で持続する傾向があり、過去に発病したことがない群で自然発生的に発病することがある。伝染のメカニズムや本病の生物学は解明されておらず、研究が活発に行われている最中である。

## 対策
英国では、政府が遺伝的にスクレイピーに抵抗性のあるヒツジを使った繁殖を推進している。この計画（National Scrapie Plan）は英国のヒツジの本病発生を現実的に減少させることを意図している。スクレイピーはヨーロッパと北アメリカでは発生しているが、最も多くヒツジを生産しているオーストラリアとニュージーランドには見られない。
スクレイピーのおそれがあるので、多くのヨーロッパの国では、ノルウェーのsmalahove(スマラホブ、羊の頭を使った料理)や燻製などといった脊髄を除去していない伝統的なヒツジやヤギの料理を禁じている。